# Dirk Maus
Dirk Maus (* 19. September 1969 in Bad Kreuznach) ist ein deutscher Koch.

## Werdegang

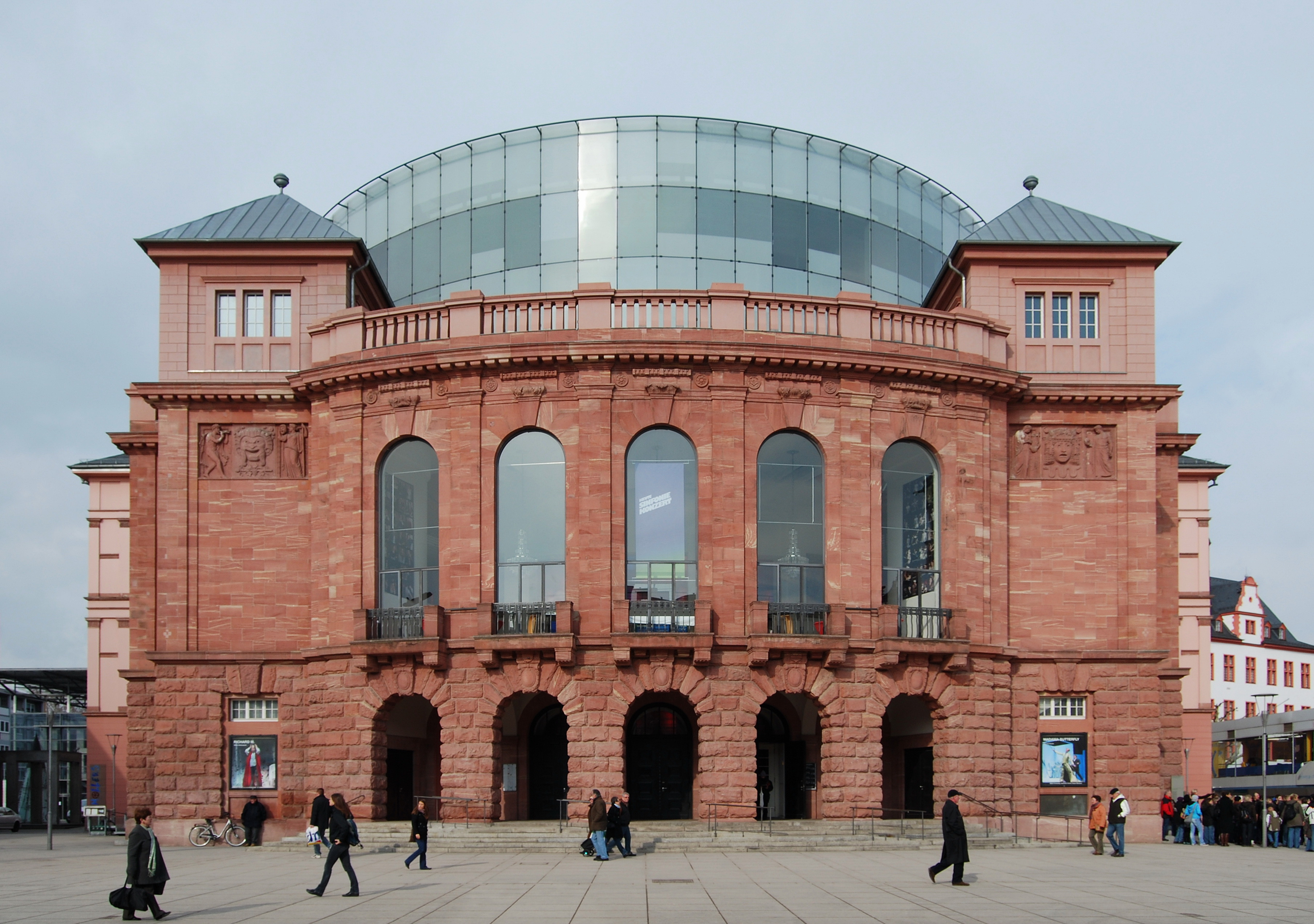
Ehemaliges Restaurant Maus im Mollers auf dem Dach des Staatstheater Mainz

Nach der Ausbildung wechselte Maus 1988 zum Nassauer Hof in Wiesbaden (ein Michelinstern) und zum Hotel Bachmeier am See in Rottach-Egern. Es folgten das Hotel Königshof in München (ein Michelin-Stern) und das Restaurant Funk in Nürnberg (ein Michelin-Stern).Dann ging er zur Hotelfachschule Heidelberg und wurde Küchenmeister. Ab 1998 war er im Hilton Mainz 11 Jahre Küchendirektor.
Im September 2009 machte er sich mit dem Restaurant Maus im Mollers in Mainz selbstständig, das mit einem Michelin-Stern ausgezeichnet wurde. Von Februar 2010 bis Februar 2013 war er Pächter des Restaurants Domherrenhof in Essenheim bei Mainz (ein Michelinstern).
Seit 2006 ist er Besitzer der Mühle auf dem Sandhof aus dem Jahr 1754 in Heidesheim am Rhein, die er im März 2013 als Sandhof Gourmetrestaurant Dirk Maus eröffnete (ein Michelinstern).

## Auszeichnungen
- 2009: Ein Michelinstern für das Restaurant Maus im Mollers in Mainz
- 2010: Ein Michelinstern für das Restaurant Domherrenhof in Essenheim
- 2013: Ein Michelinstern für das Restaurant Sandhof Gourmetrestaurant Dirk Maus in Heidesheim am Rhein